# Liste der evangelisch-lutherischen Bischöfe von Stockholm
Die folgenden Personen waren evangelisch-lutherische Bischöfe und Bischöfinnen von Stockholm (Schweden):
| Name               | Amt         | Lebensdaten |
| ------------------ | ----------- | ----------- |
| Manfred Björkquist | 1942 – 1954 | 1884 – 1985 |
| Helge Ljungberg    | 1954 – 1971 | 1904 – 1983 |
| Ingmar Ström       | 1971 – 1979 | 1912 – 2003 |
| Lars Carlzon       | 1979 – 1984 | 1918 – 2004 |
| Krister Stendahl   | 1984 – 1988 | 1921 – 2008 |
| Henrik Svenungsson | 1988 – 1998 | 1933 – 2017 |
| Caroline Krook     | 1998 – 2009 | 1944 – 2025 |
| Eva Brunne         | 2009 – 2019 | 1954 –      |
| Andreas Holmberg   | 2019 –      | 1966 –      |